# Moldavie aux Jeux olympiques d'été de 2012
La Moldavie participe aux Jeux olympiques d'été de 2012 à Londres. Il s'agit de sa 5e participation aux Jeux olympiques d'été.
|}

## Cyclisme

### Cyclisme sur route
En cyclisme sur route, la Moldavie a qualifié un homme, qui ne participe qu'à la course en ligne, et aucune femme.
| Athlète     | Compétition            | Temps   | Rang |
| ----------- | ---------------------- | ------- | ---- |
| Oleg Berdos | Course en ligne hommes | Abandon | -    |

## Judo
| Athlète        | Compétition           | 1/16 de finale      | 1/8 de finale       | Quarts de finale    | Demi-finales        | Repêchage 1         | Repêchage 2         | Finale              | Finale |
| Athlète        | Compétition           | Adversaire Résultat | Adversaire Résultat | Adversaire Résultat | Adversaire Résultat | Adversaire Résultat | Adversaire Résultat | Adversaire Résultat | Rang   |
| -------------- | --------------------- | ------------------- | ------------------- | ------------------- | ------------------- | ------------------- | ------------------- | ------------------- | ------ |
| Sergiu Toma    | Moins de 81 kg hommes |                     |                     |                     |                     |                     |                     |                     |        |
| Ivan Remarenco | Moins de 90 kg hommes |                     |                     |                     |                     |                     |                     |                     |        |

## Tir
| Athlète          | Compétition                         | Qualification | Qualification | Finale | Finale |
| Athlète          | Compétition                         | Points        | Rang          | Points | Rang   |
| ---------------- | ----------------------------------- | ------------- | ------------- | ------ | ------ |
| Marina Zgurscaia | Pistolet à 10 m air comprimé femmes |               |               |        |        |

## Tir à l'arc
| Athlète   | Compétition       | Tour préliminaire | Tour préliminaire | 1er tour         | 2e tour          | 3e tour          | Quarts de finale | Demi-finales     | Finale           | Finale |
| Athlète   | Compétition       | Score             | Rang              | Adversaire Score | Adversaire Score | Adversaire Score | Adversaire Score | Adversaire Score | Adversaire Score | Rang   |
| --------- | ----------------- | ----------------- | ----------------- | ---------------- | ---------------- | ---------------- | ---------------- | ---------------- | ---------------- | ------ |
| Dan Olaru | Individuel hommes |                   |                   |                  |                  |                  |                  |                  |                  |        |